# خواجه ناظم‌الدین
خواجه نظام‌الدین (اردو: خواجہ ناظم الدین؛ زاده ۱۹ ژوئیهٔ ۱۸۹۴ – درگذشته ۲۲ اکتبر ۱۹۶۴) یک سیاست‌مدار اهل پاکستان و از اکتبر ۱۹۵۱ تا آوریل ۱۹۵۳ نخست‌وزیر این کشور بود. وی یکی از بنیان‌گذران کشور پاکستان است.